# Гарциемс
Га́рциемс (латыш. Garciems) — посёлок в Царникавской волости, на берегу Рижского залива, площадью 70га и с населением 714 человек. Через посёлок протекает река Ланга, соединяющая озеро Кишезерс и Рижский залив через прорытый в 20-30х годах прошлого века канал. Близость моря и неплохое сообщение со столицей определила появление здесь дачных кооперативов и садоводств. Среди достопримечательностей можно отметить пляж, на котором летом часто можно встретить кайтсёрферов, водные мотоциклы и парапланы, а также дюнный амфитеатр. Неподалёку находится бывший городок воинской части противовоздушной обороны Советской армии «Межгарциемс» (латыш. Mežgarciems), где в советское время находилась армейская учебная база. Ныне это популярное место среди диггеров. Работают 3 продуктовых магазина и автосервис. Круглогодично курсируют электропоезда по маршруту Рига — Скулте, ходят автобусы.
По заявлениям «Latvijas Gāze» в 2010 году планируется газификация посёлка.